# Rahinatou Moné
Rahinatou Moné (née le 25 mars 2003) est une athlète paralympique burkinabè originaire de Bobo-Dioulasso. Elle est l'unique représentante du Burkina Faso aux jeux paralympiques d'été de 2024 à Paris.

## Carrière
Rahinatou Moné se lance dans le sport en 2018. Au début de sa carrière, elle participe uniquement à l'épreuve du 100 mètres. En 2022, elle se lance également dans le saut en longueur puis en 2024, au lancer de poids.
En 2022, elle remporte une médaille de bronze au World Para Athletics Grand Prix 2023  à Marrakech au Maroc.
En 2023, aux neuvièmes Jeux de la francophonie en République Démocratique du Congo à Kinshasa, elle décroche des médailles sur 100 mètres et en saut en longueur.
En 2024, Rahinatou Moné obtient deux médailles dont une en or (lancer de poids) et l’autre en argent (100 mètres), ce qui lui permet de se qualifier pour les Jeux paralympiques de Paris 2024. C'est sa première participation aux  jeux olympiques.
Rahinatou Moné bat son record personnel aux jeux paralympiques de Paris avec un temps de 13"86, ce qui ne suffit  pas pour la qualifier pour la finale. 
Derrière ces succès se cachent une réalité bien plus difficile. Les conditions de préparation étaient loin d’être idéales. Le Stade du 4-Août de Ouagadougou, seul espace d’entraînement adapté est fermé depuis trois ans pour des réfections. Le seul site restant est le terrain d’entraînement de l’Institut des sciences, des sports et du développement humain (ISSDH). Là-bas, le sol inégal et les installations précaires voire absentes rendent les entraînements périlleux.
« La préparation n’a vraiment pas été simple », admet Rahinatou, son visage s’assombrissant à l’évocation des difficultés. « Souvent, on part trouver au terrain de l’ISSDH des élèves qui font leurs cours. On est obligé d’aller sur des terrains qui n’étaient pas adaptés pour ma situation. Je cours, je rentre dans des trous avec des risques de blessure », ajoute-t-elle.

## Palmarès
- 2022 : Médaille d’argent aux 100 mètres lors du meeting de Marrakech[8]
- 2023 : Médaille d’or aux IXe Jeux de la Francophonie
- 2024 : Médaille d’argent aux 100 mètres T13/T20 des huitième World Para Athletics à Marrakech